# Kunstmuseum Basel

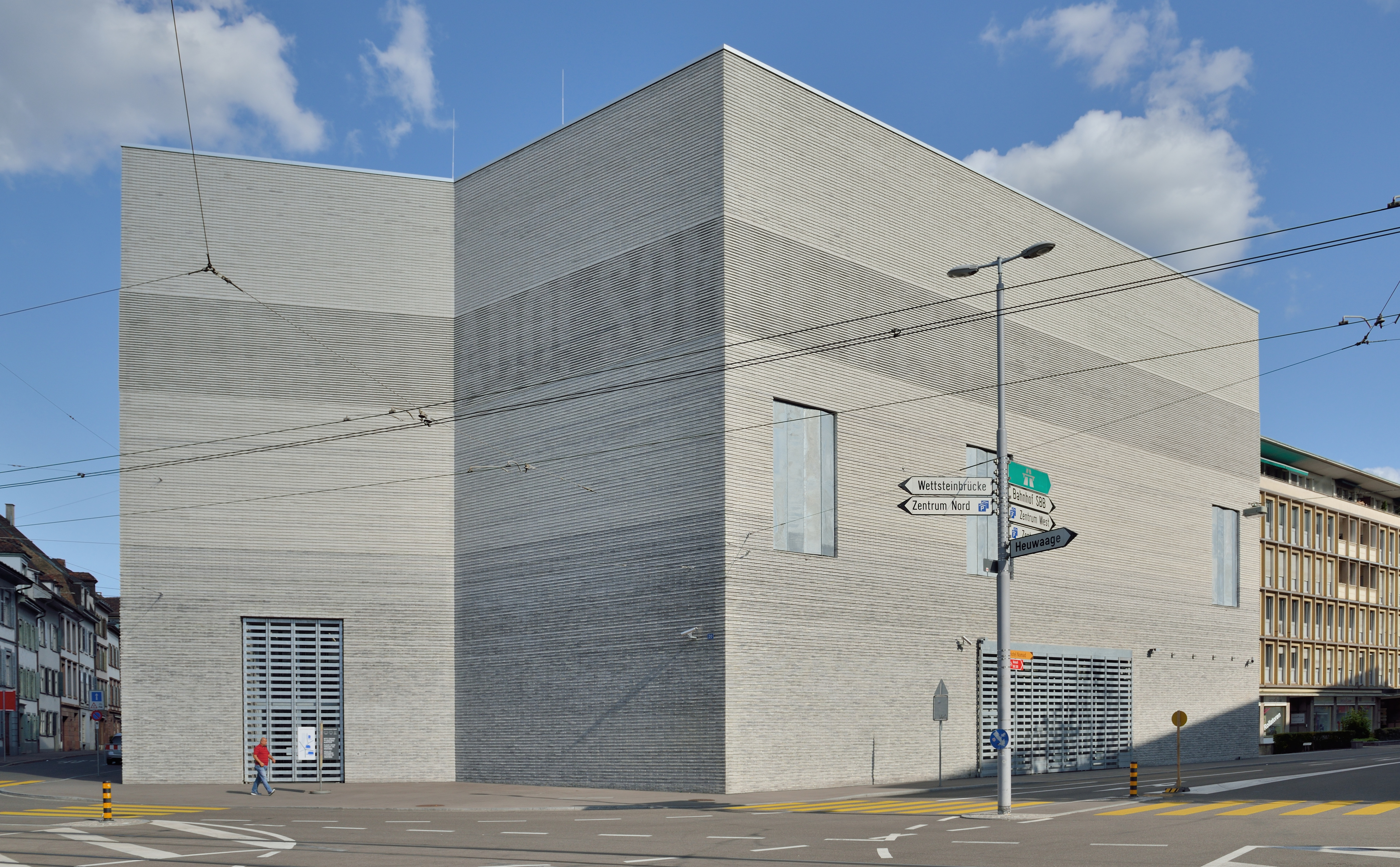
Nybyggnaden från 2016

Kunstmuseum Basel är ett kommunalt konstmuseum i Basel i Schweiz.
Museets rötter går tillbaka till Amerbach-Kabinett, som inkluderade en samling verk av Hans Holbein, som köptes av staden Basel och Universität Basel 1661, vilket gjorde den till den första kommunalt ägda samlingen och därmed till det första museum i världen som var öppet för allmänheten.

## Samlingen
Kunstmuseum Basel äger den största samlingen verk av målare ur familjen Holbein. Andra verk från renässansen inkluderar målningar av Konrad Witz, Hans Baldung, Martin Schongauer, Lucas Cranach den äldre och Mathias Grünewald.

## Historik

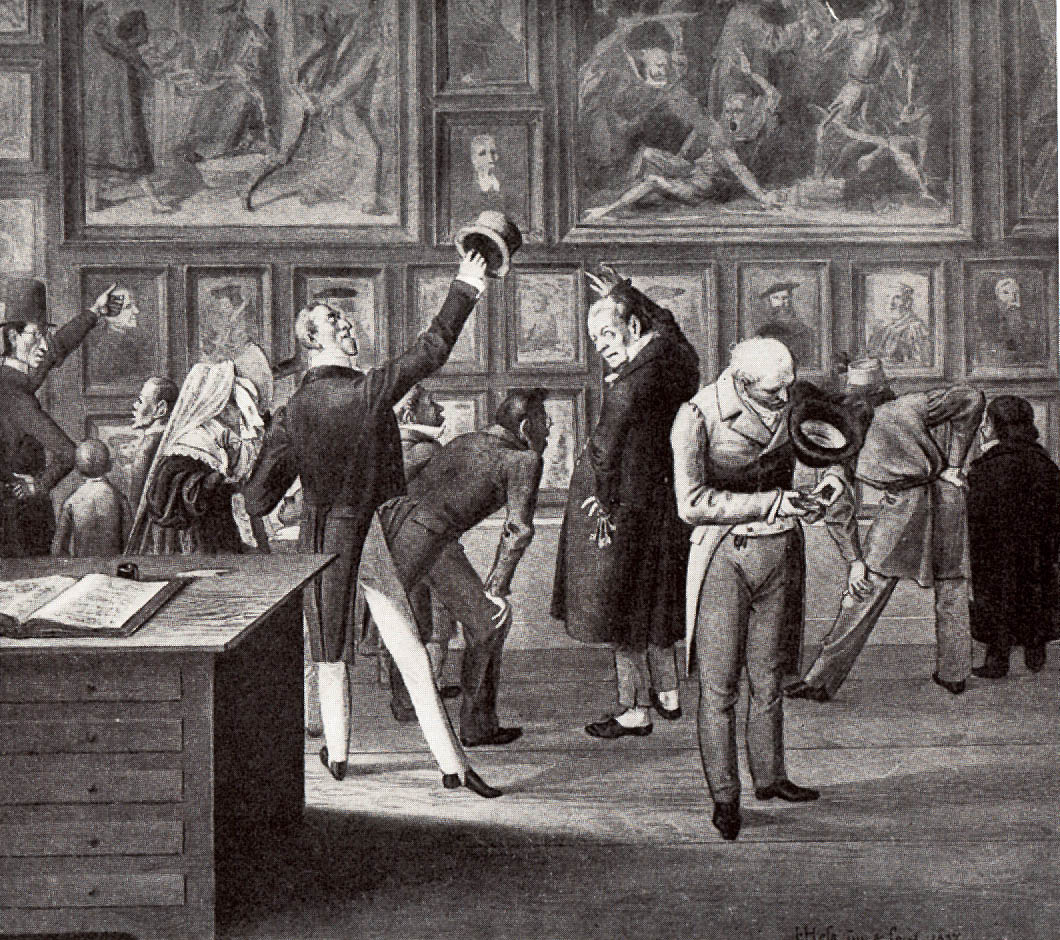
Målningar som ställdes ut i Haus zur Mücke 1837

År 1671 beslöt staden Basel att tillgängliggöra konstsamlingen i Amerbach-Kabinett för allmänheten. Samlingen ställdes ut i Haus zur Mücke nära Basler Münsterl och kunde ses av allmänheten två gånger i veckan. År 1823 slogs stadens samling ihop med den tidigare privata Faesch Museum, och 1849 flyttade samlingen in i en större byggnad vid Basler Munster. År 1936 flyttade museet in i nuvarande lokaler.

## Bildgalleri

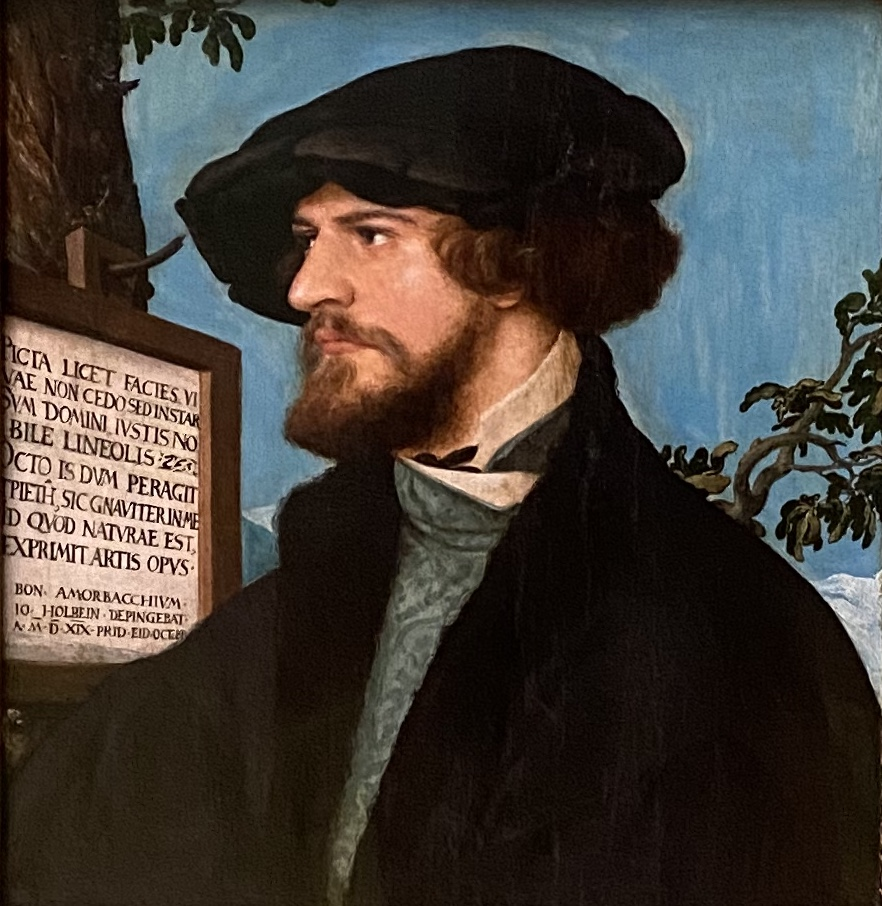
Hans Holbein den yngre: Porträtt av Bonifacius Amerbach
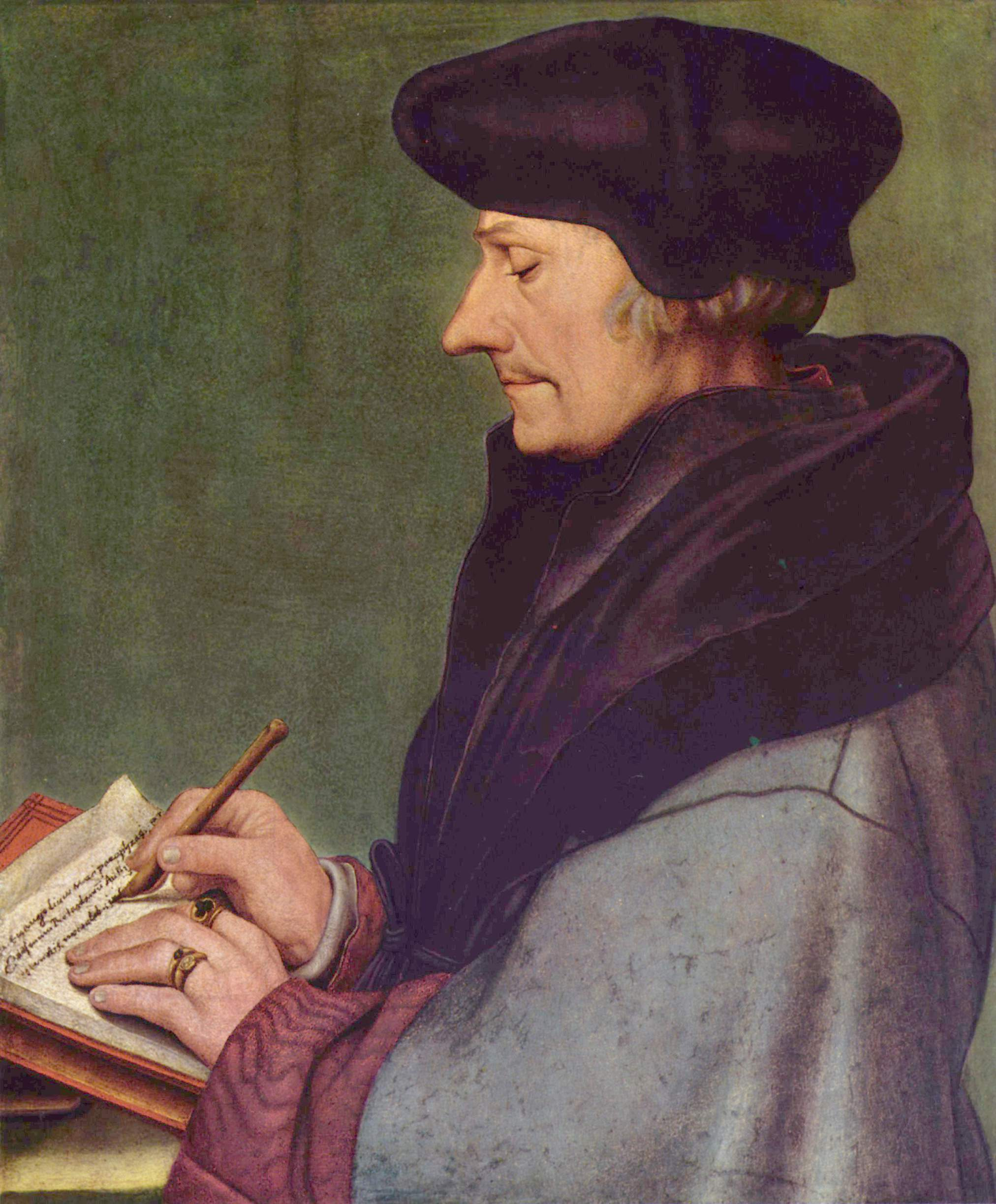
Hans Holbein den yngre: Porträtt av Erasmus av Rotterdam (1523)
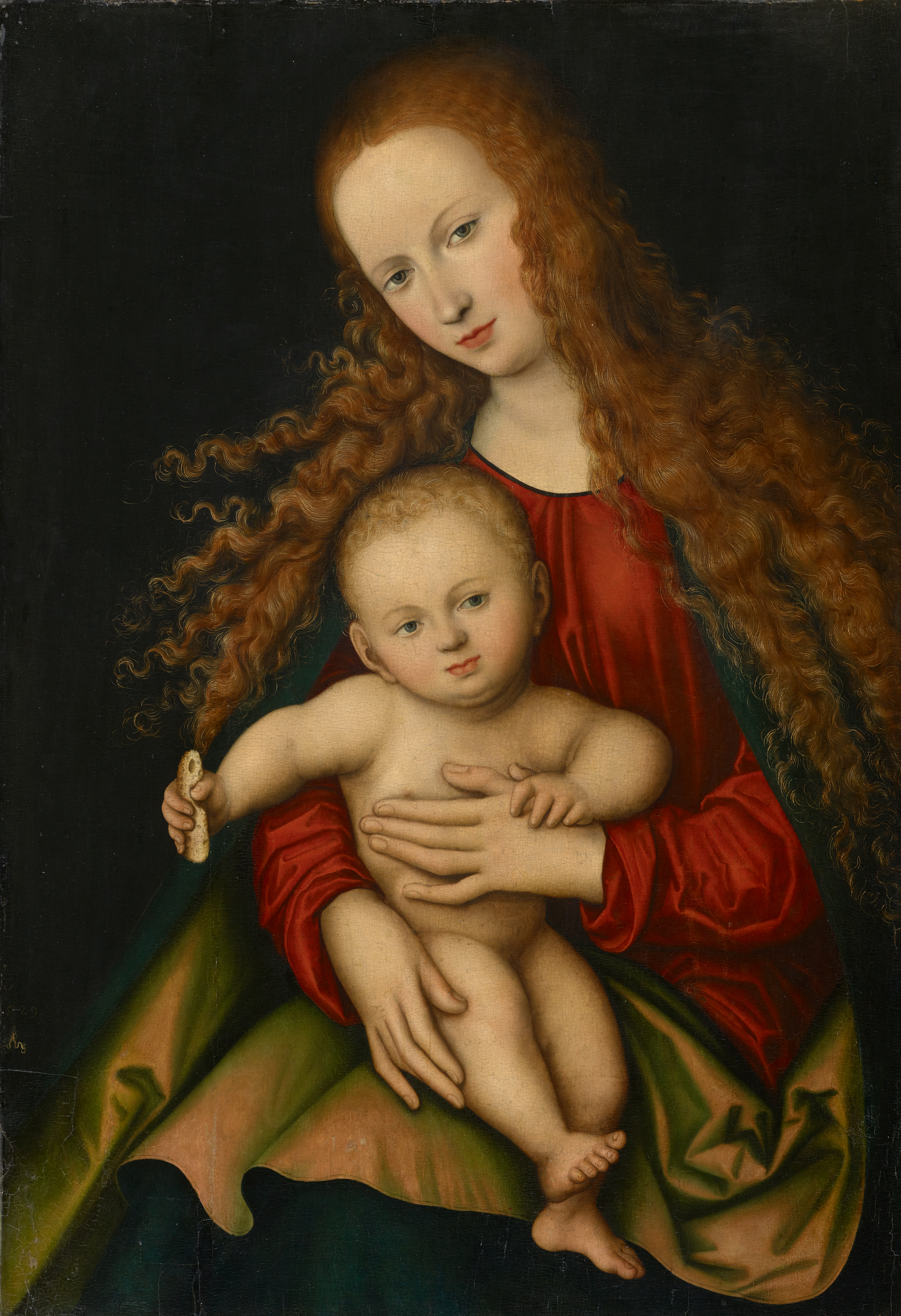
Lucas Cranach den äldre, Madonna med child (1529)
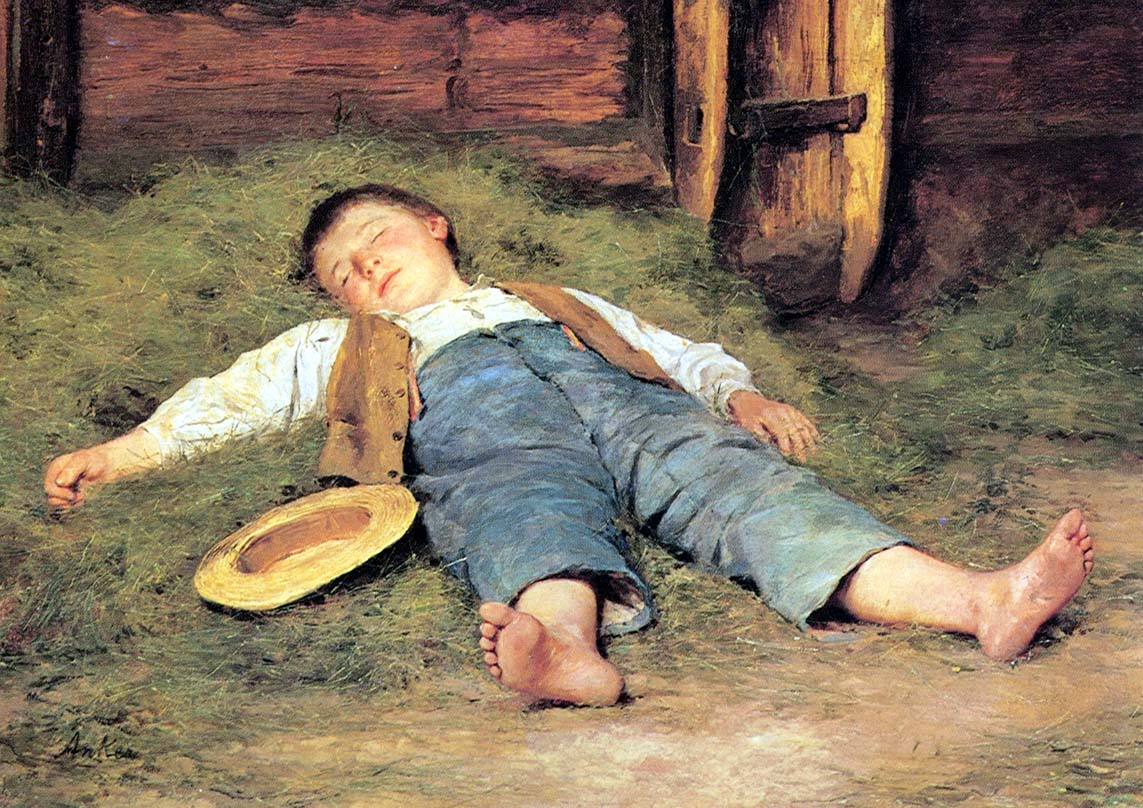
Albert Anker, Sovande pojke i höet (1897)
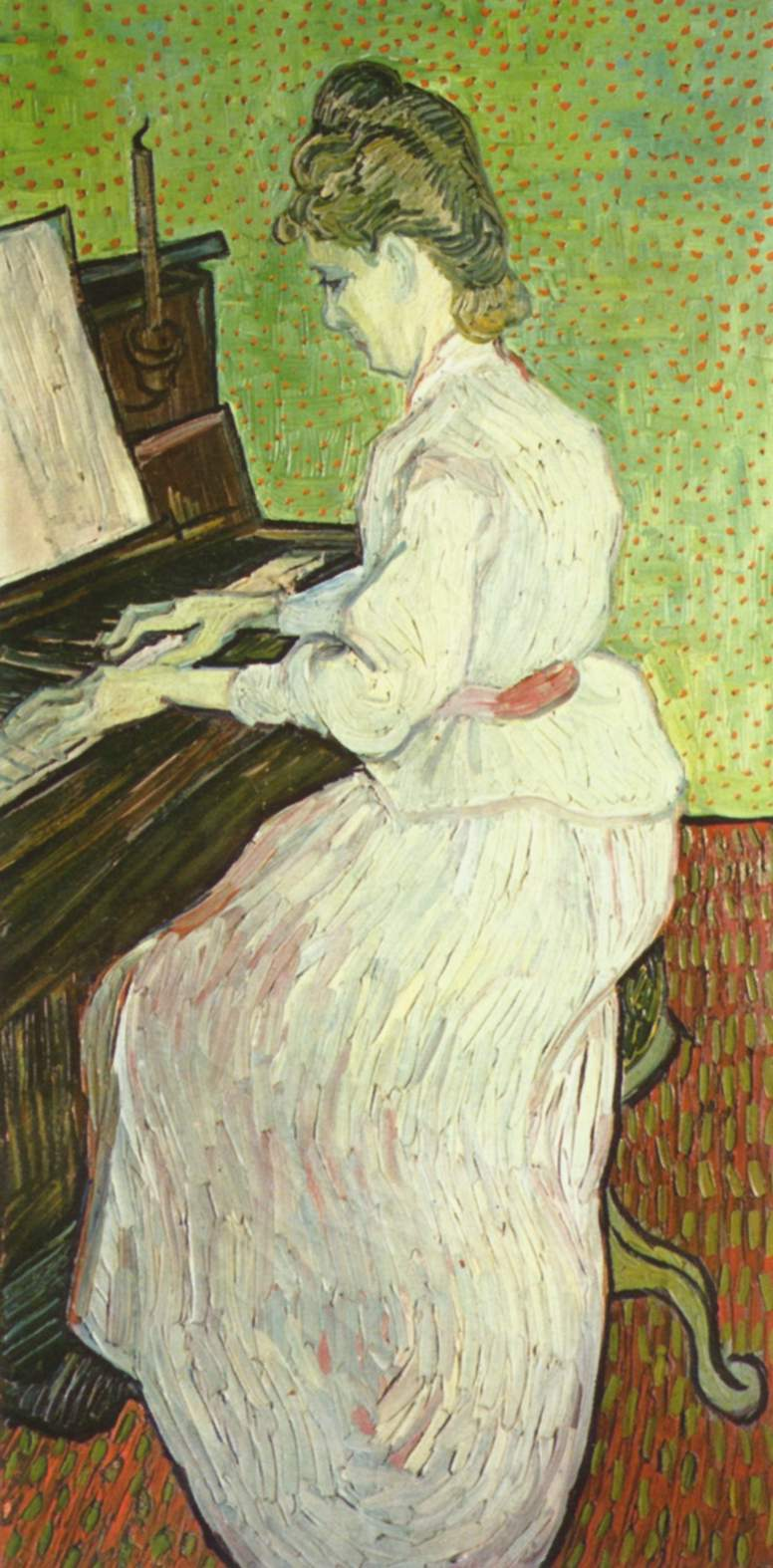
Vincent van Gogh, Marguerite Gachet vid pianot (1890)
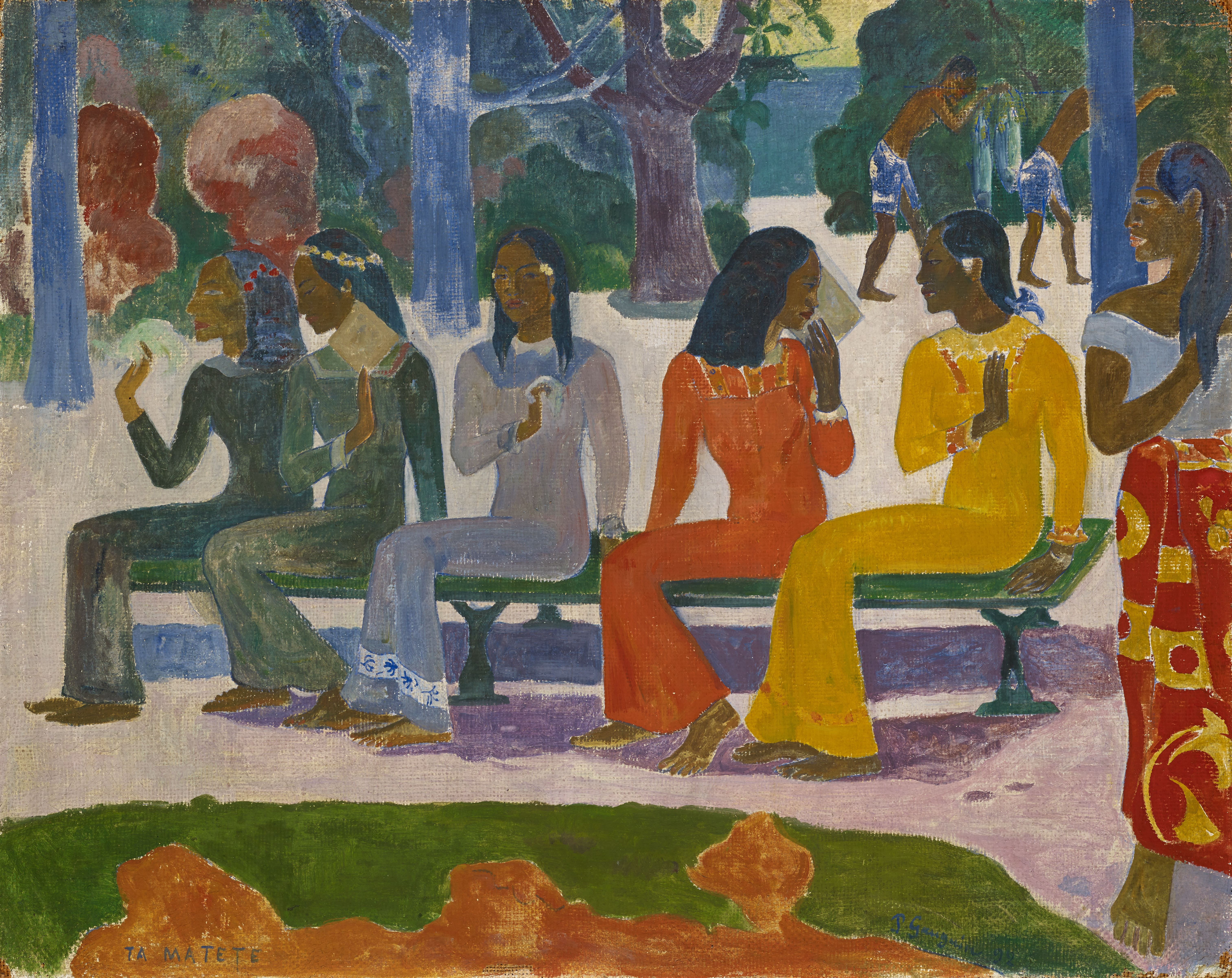
Paul Gauguin, Ta matete (Marknaden) (1892)
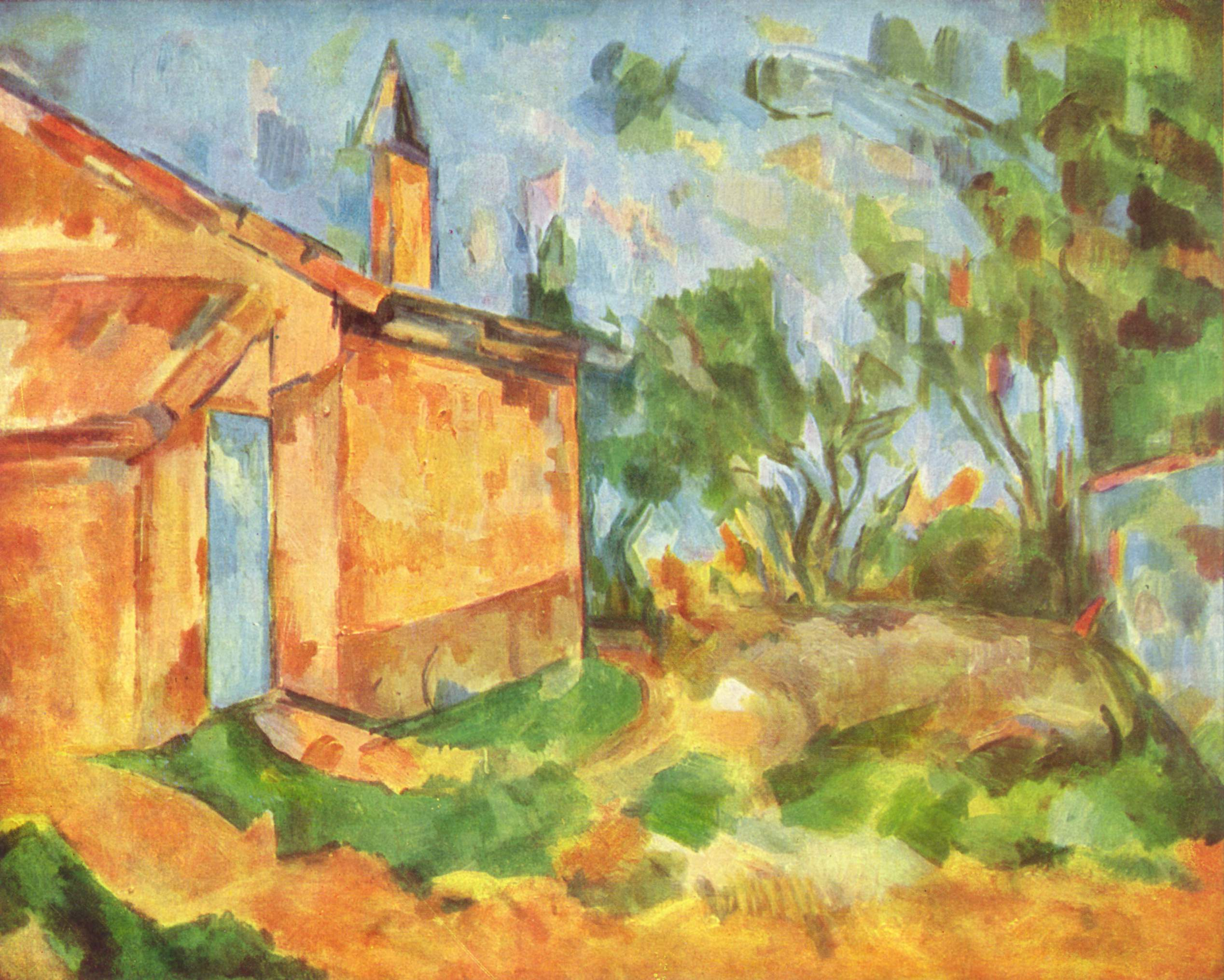
Paul Cézanne, Le Cabanon de Jourdan (1916)
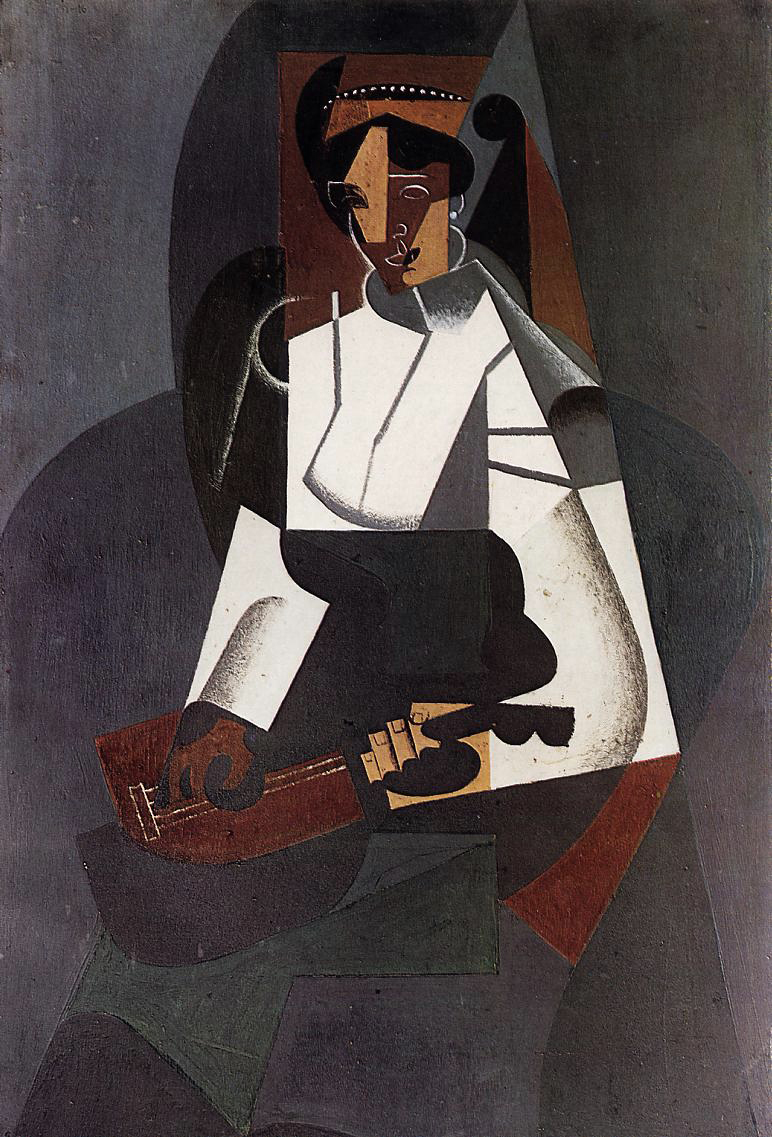
Juan Gris, La femme à la mandoline (1916)
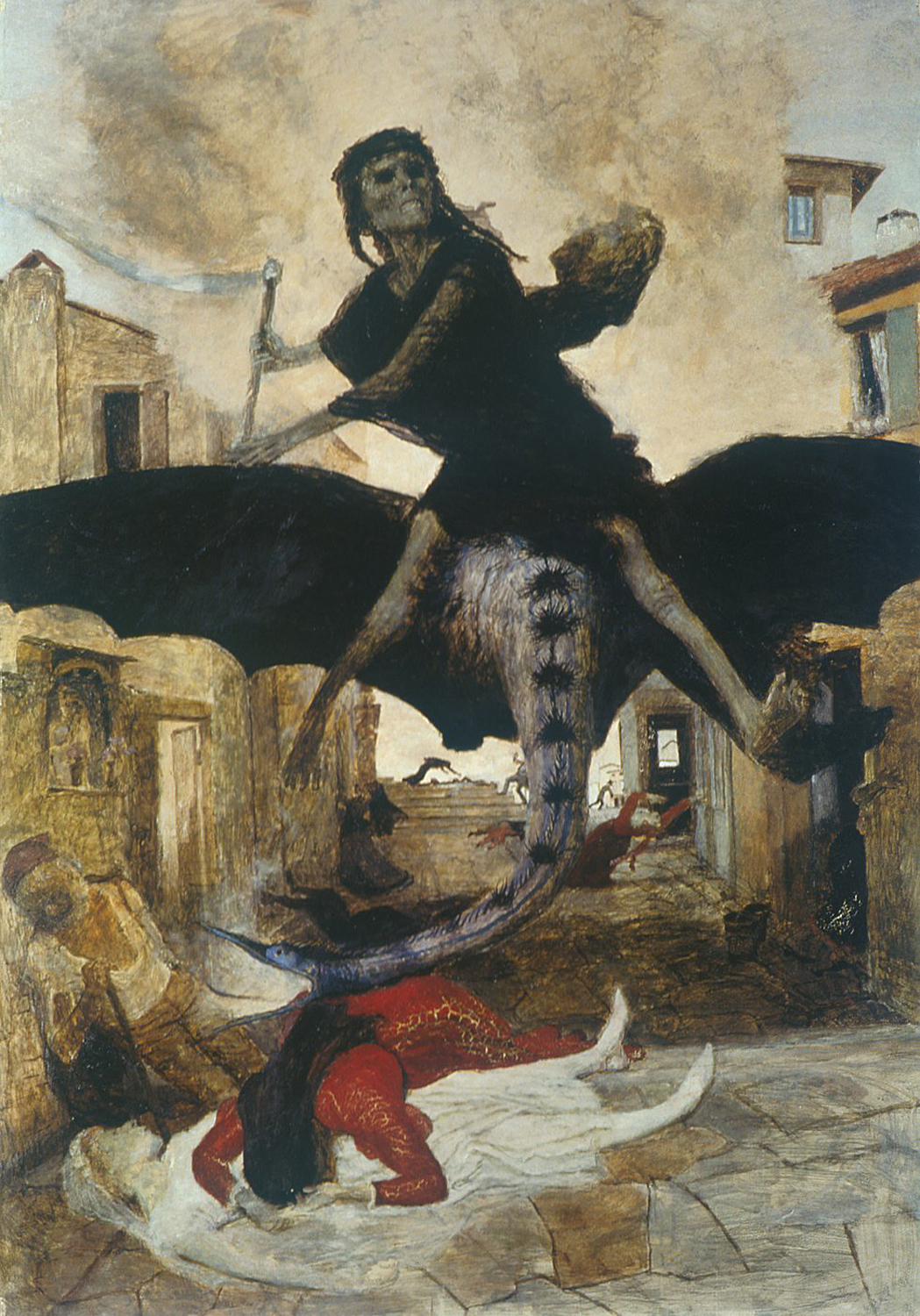
Pesten av Arnold Böcklin (1898)
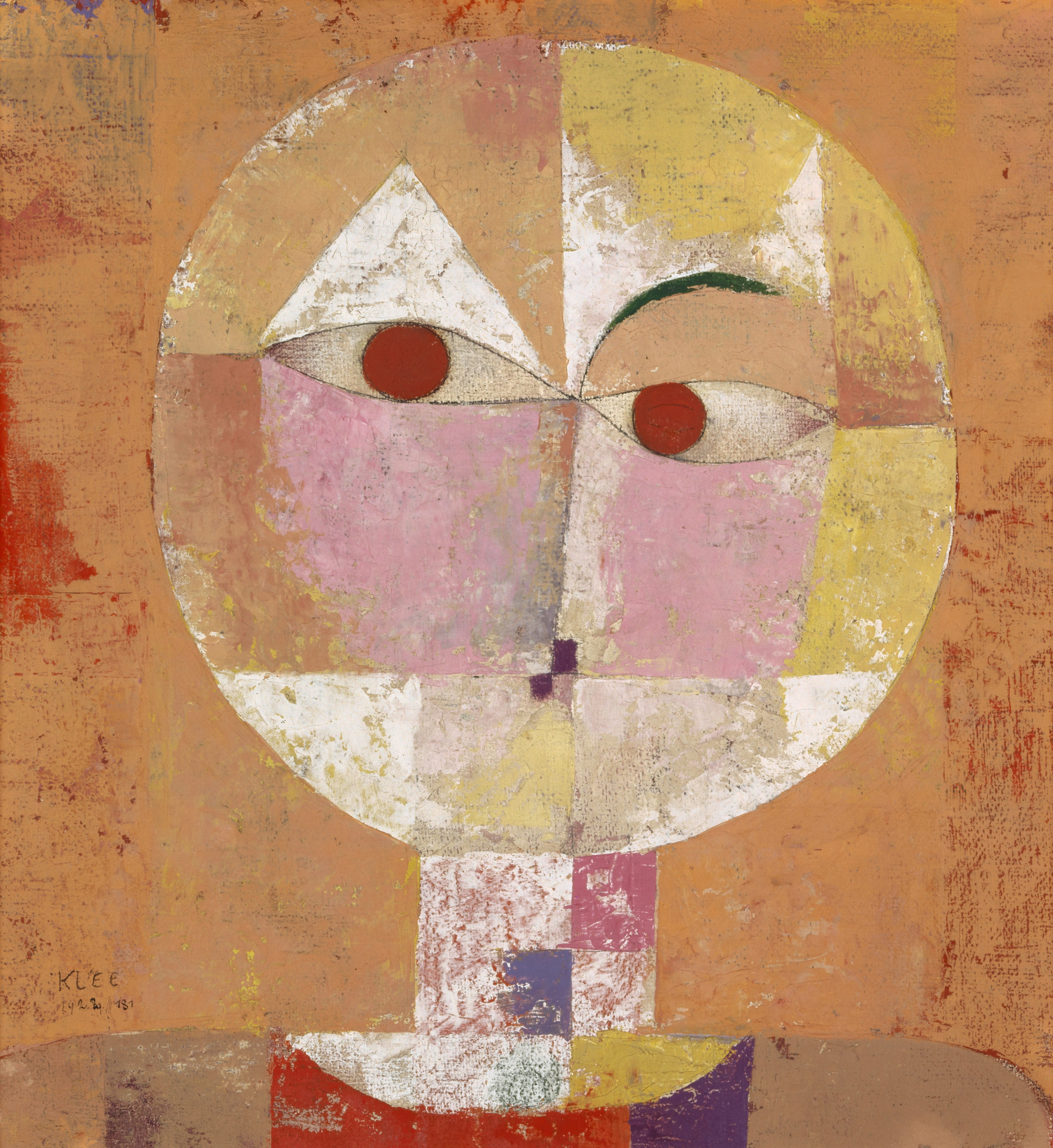
Paul Klee: Senecio (1922)
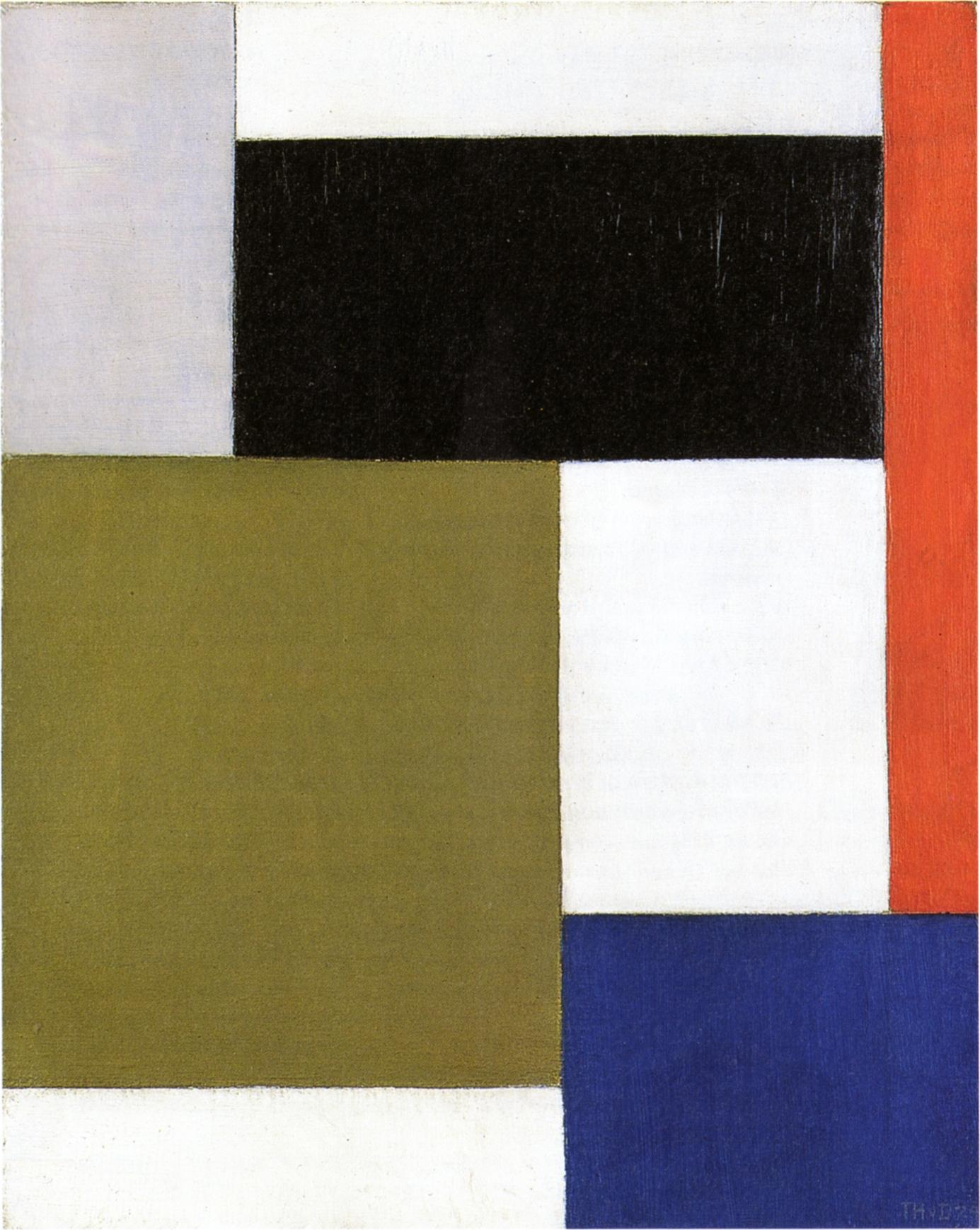
Theo van Doesburg, Komposition  (1923-1924)